# Nguyễn Quang Bắc
Nguyễn Quang Bắc (sinh năm 1952) là một sĩ quan cấp cao trong Quân đội nhân dân Việt Nam, hàm Thiếu tướng, Tiến sĩ khoa học, nguyên Phó Chủ nhiệm Tổng cục Kỹ thuật.

## Thân thế và sự nghiệp
Ông sinh tháng 12 năm 1952 tại Đình Bảng, Từ Sơn, Bắc Ninh.
Năm 1989, ông bảo vệ thành công luận án Tiến sĩ khoa học tại Học viện Engels, CHDC Đức.
Năm 2007, bổ nhiệm giữ chức Giám đốc Trung tâm Khoa học kỹ thuật và Công nghệ quân sự, Bộ Quốc phòng.
Năm 2010, bổ nhiệm giữ chức Phó Chủ nhiệm Tổng cục Kỹ thuật.
Năm 2013, ông nghỉ hưu.
Thiếu tướng (2007).
Tiến sĩ (1983), Tiến sĩ khoa học (1989)

## Gia đình
Cha ông là cựu Chủ tịch Quốc hội Việt Nam Lê Quang Đạo.